# Gavioli

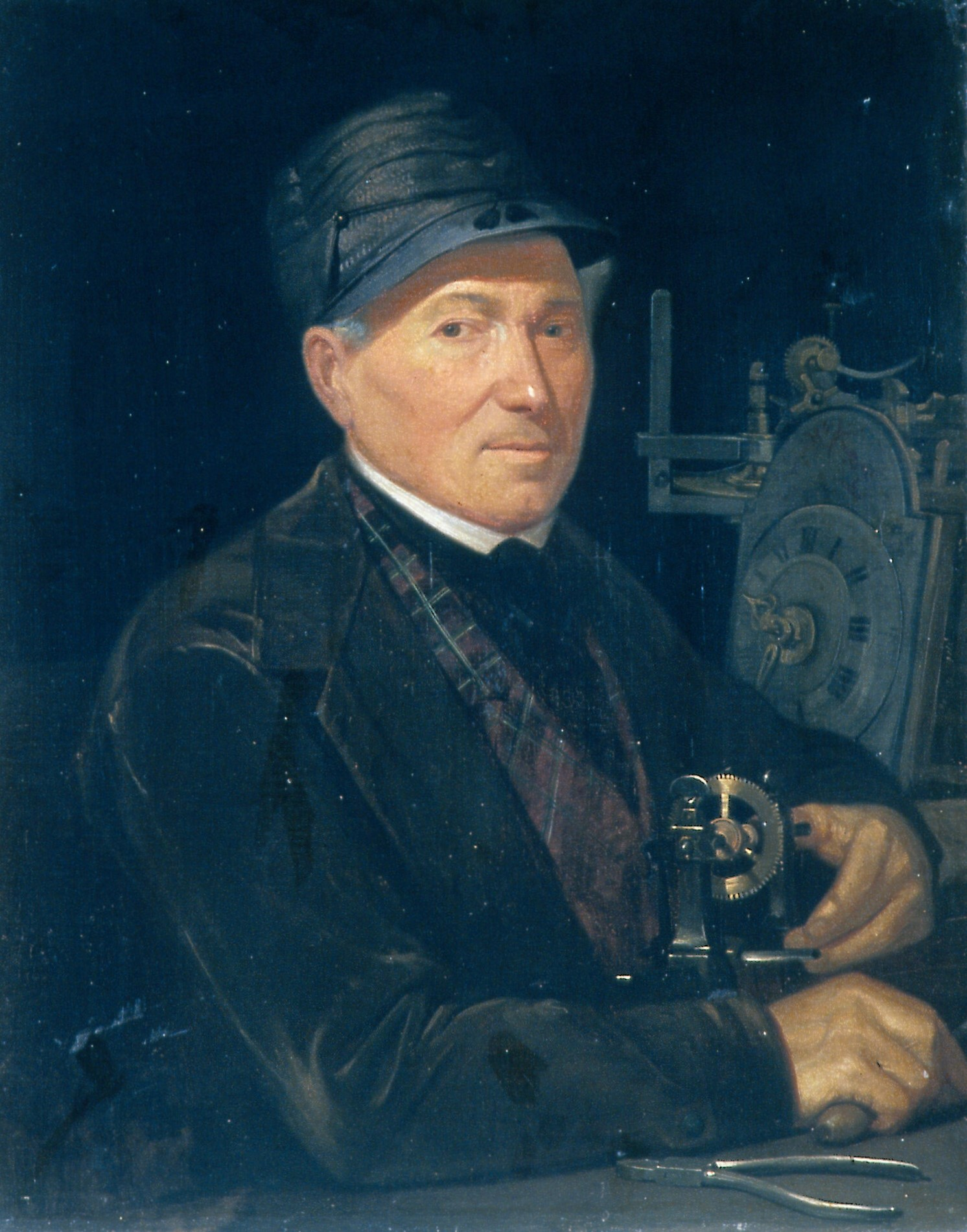
Geminiano Mundici, Portrait de Giacomo Gavioli

Gavioli & Cie est une entreprise franco-italienne de fabrication d'orgues mécaniques du XIXe et du début du XXe siècle, installée en Italie d'abord, puis en France.

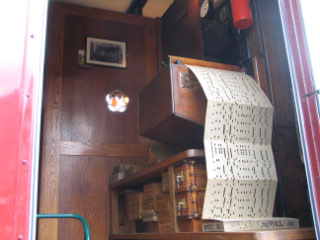
Un orgue de foire Gavioli jouant l'air écrit sur un carton perforé.

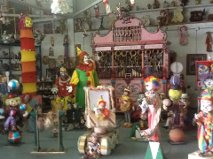
L'orgue de foire Sadie Mae, de l'entreprise Gavioli, visible à l'American Treasure Tour.

Gavioli est fondée en 1806 à Cavezzo, en Italie, par Giacomo Gavioli (1786-1875). Giacamo a comme passe-temps le développement d'automatophones comme les serinettes ou les horloges musicales. En 1818, il s'installe à Modène, où il répare carillons et horloges des tours horloges. Son fils, Ludovico Gavioli (1807-1875) est aussi inventeur ; il construit par exemple un grand orchestrion, le Panharmonico, pour le duc de Modène, qui refuse néanmoins de l'acheter. Ludovico l’emmène alors à Londres et à Paris pour l'y montrer. Il conçoit et construit aussi l'horloge de la tour du Palazzo comunale, l’hôtel de ville de Modène. En 1845, Ludovico transfère l'entreprise dans ce qui est alors la capitale du commerce des orgues, Paris. En 1858, il fonde sa propre manufacture d'orgues dans la rue d'Aligre. 
Ludovico a trois fils : Anselme, Henry et Claude. Chacun contribue à l'entreprise, mais c'est Anselme Gavioli (1828-1902) qui est le plus célèbre. En 1878, il invente le frein, un morceau de métal qui permet aux tuyaux de produire un son semblable à celui du violoncelle ou du violon. En 1892, il fait breveter l'utilisation du carton perforé pour les orgues mécaniques. Jusqu'alors, les mélodies des orgues à tuyaux étaient inscrites sur de grands cylindres en bois, selon un système semblable à celui de la boîte à musique moderne, limitant à la taille des cylindres la durée de la musique qui pouvait être jouée et restreignant leur tessiture. Cette évolution marque un tournant dans l'histoire de l'orgue mécanique, en permettant à la musique d'être aussi longue qu'on le désire, les cartons perforés se pliant sur eux-mêmes comme un livre et étant lus par des bras mécaniques. Gavioli devient alors le facteur d'orgues le plus célèbre et le plus prolifique du marché. La famille Gavioli possède grâce à cette notoriété des filiales dans des villes comme Londres, Manchester, New York et Waldkirch.
Après la mort d'Anselme en 1902, l'entreprise passe à son fils, Ludivico II, puis l'affaire décline. Gavioli cesse de fabriquer des orgues en 1912 et le reste de l'entreprise est transféré à Limonaire Frères. Un certain nombre de leurs ingénieurs fondent aussi leurs propres entreprises d'orgues et d'automatophones, dont Carl Frei et Charles Marenghi.
De nombreux instruments de la société existent encore, principalement au Royaume-Uni, mais aussi aux États-Unis et au Japon. Le carrousel à vapeur du parc d'attractions Efteling, aux Pays-Bas, abrite par exemple l'un de ces nombreux orgues Gavioli ayant survécu. L'orgue Gavioli d'Euclid Beach Park à Cleveland dans l'Ohio, existe lui aussi encore malgré la fermeture du parc, et a même été récemment restauré.

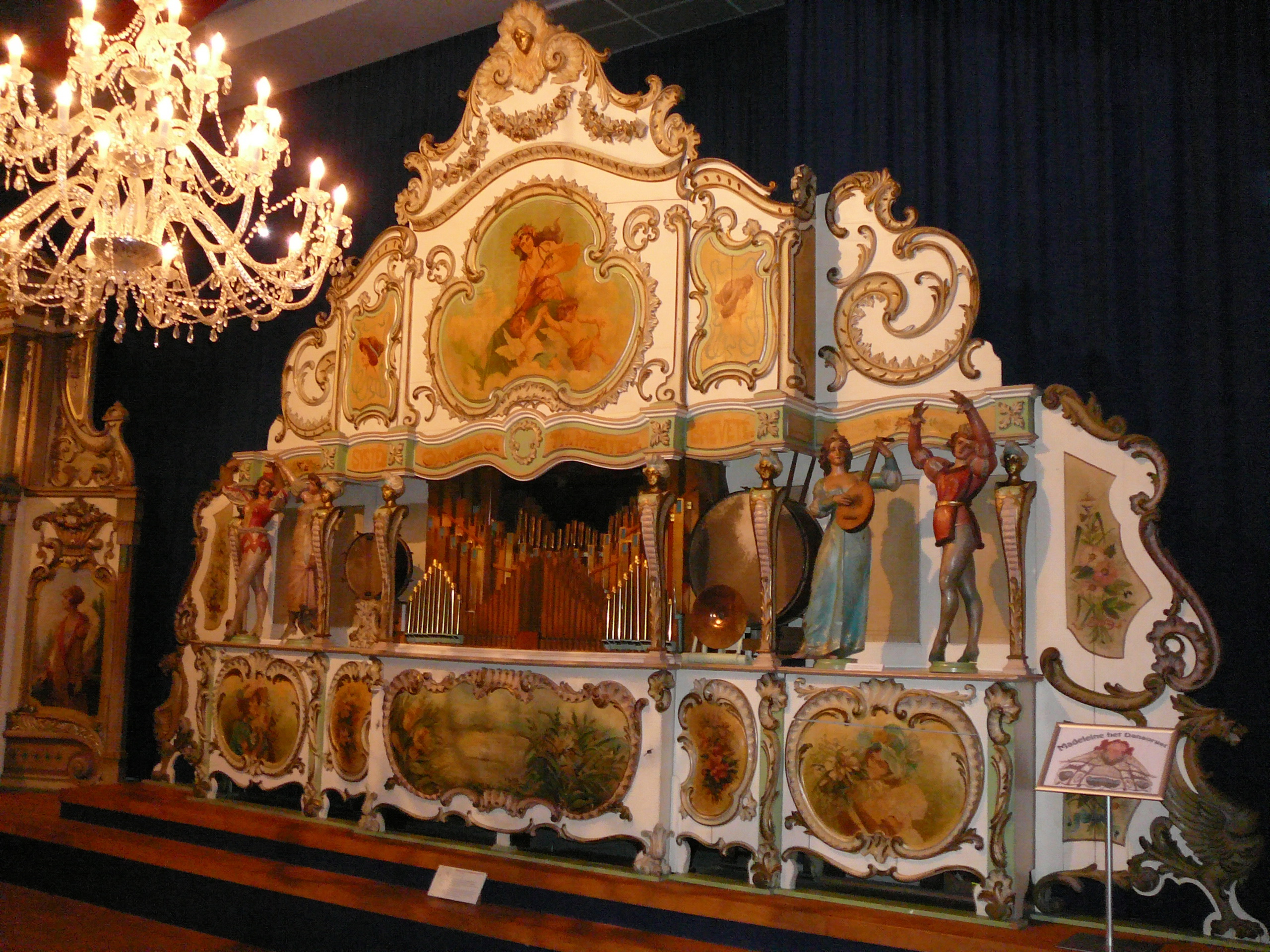
Un orgue de danse Gavioli à 65 touches, au Museum Speelklok.
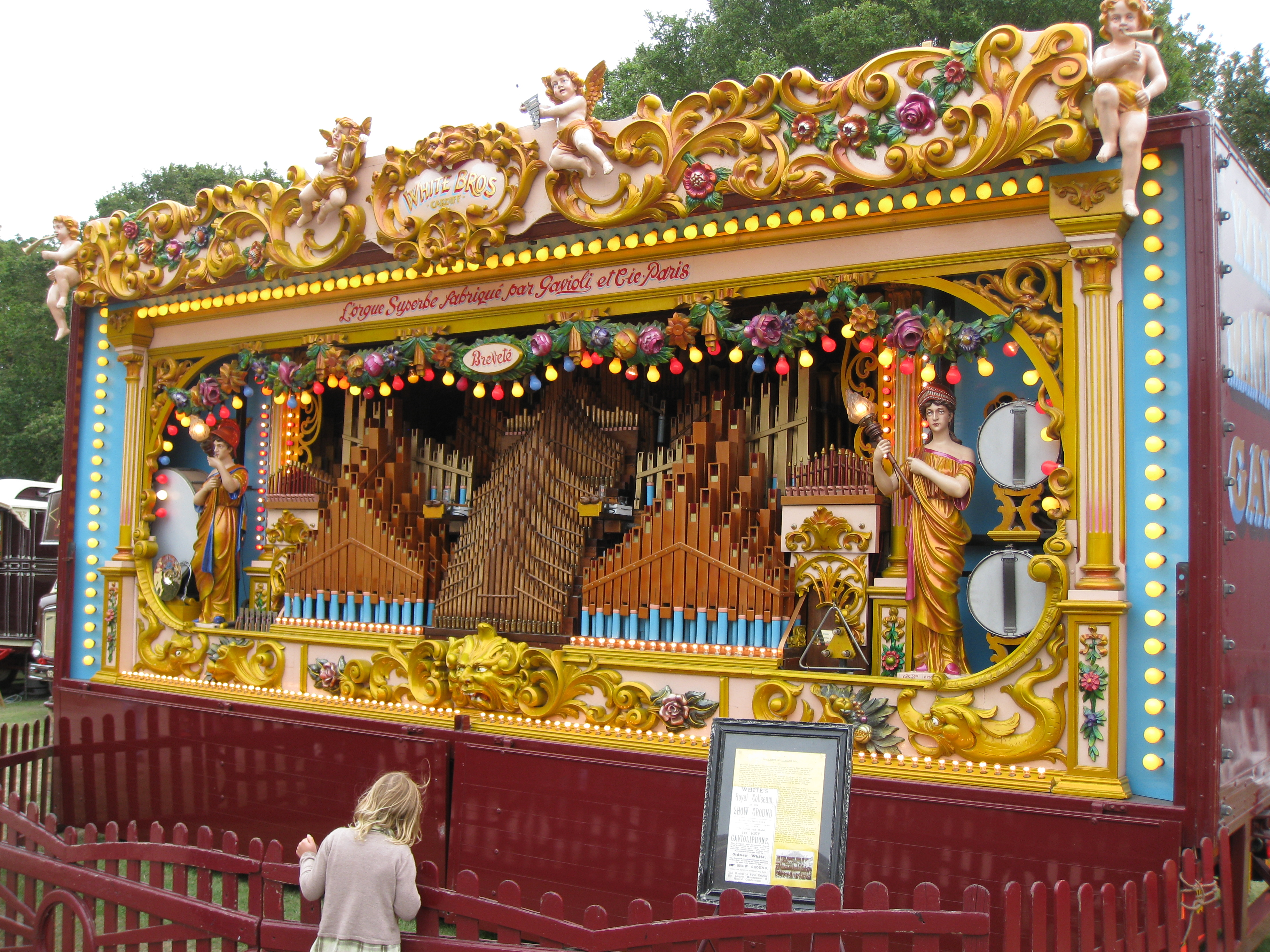
L'orgue White's Mammoth, en Angleterre, de la marque Gavioli.
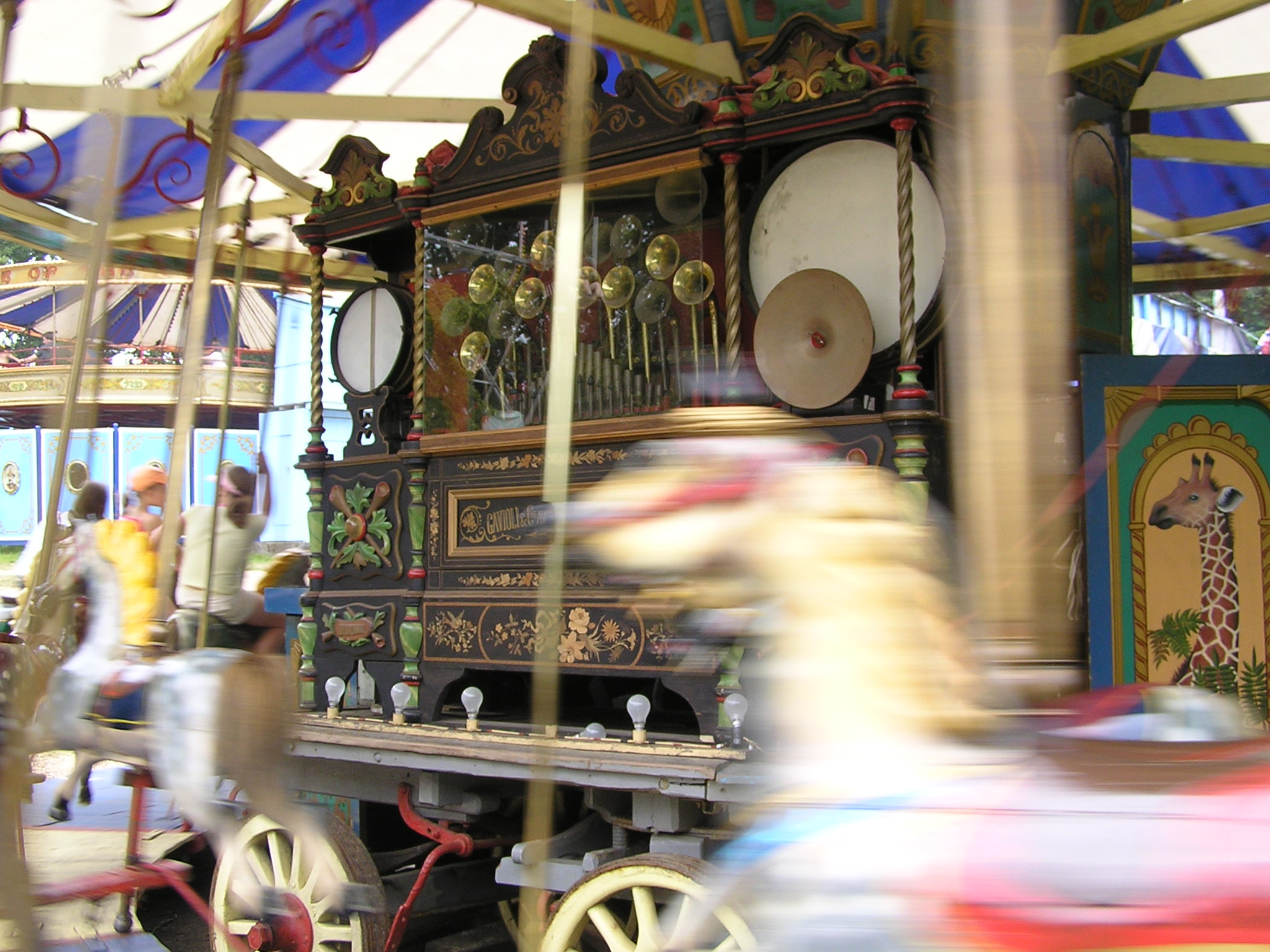
Un orgue plus ancien, fonctionnant avec des cylindres.
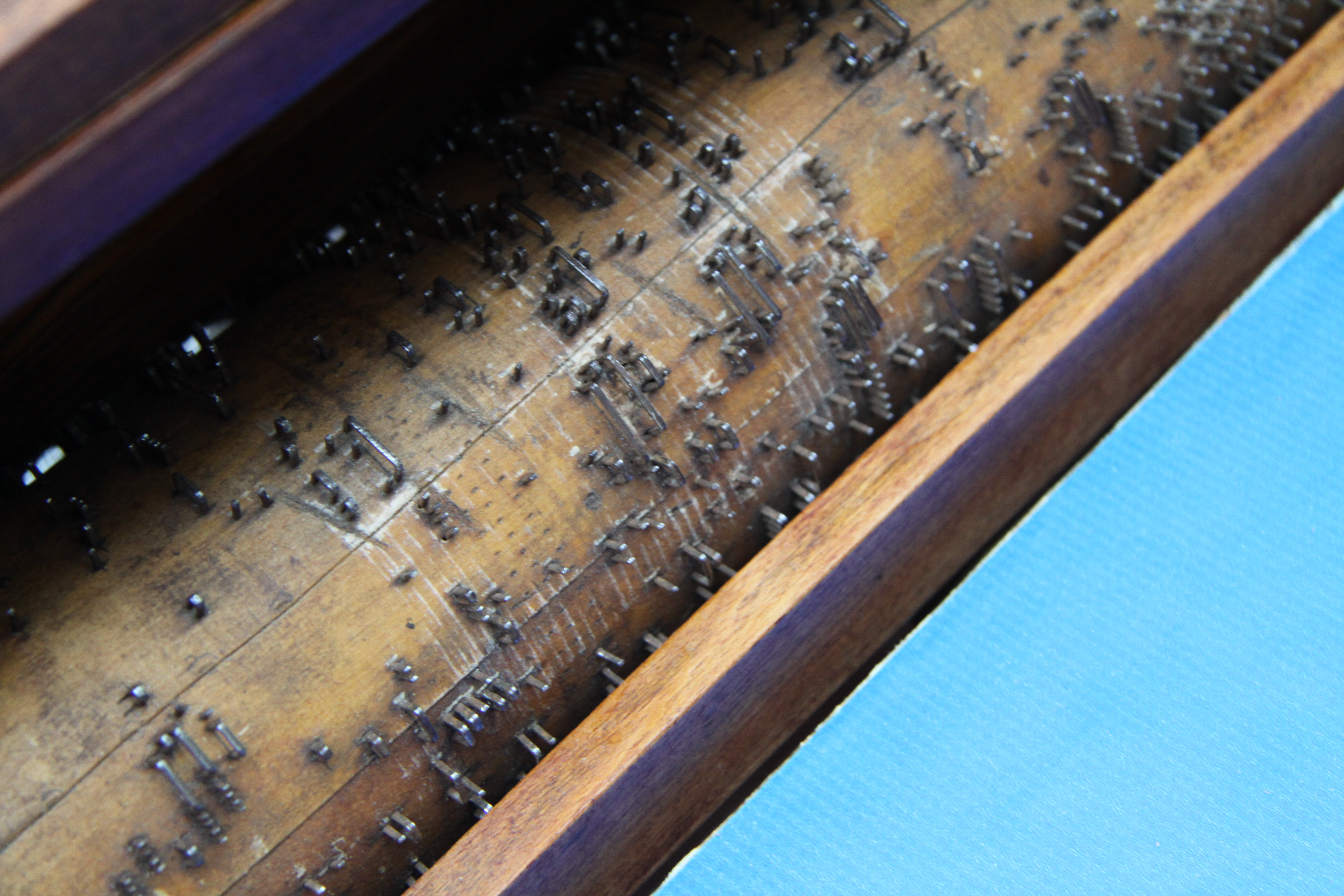
Un exemple de cylindre.